# Hypernova
En Hypernova kan udsende en gammaglimt med en ca. 100 gange så høj effekt som en supernova i forbindelse med eksplosionen. Hypernova-eksplosionen, der nåede os den 29. marts 2003, udsendte en effekt på 1 million gange, effekten fra vores galakses samlede stjerner.
Den 19. marts 2008 nåede en hypernova-gammaglimt (GRB 080319B) os fra en afstand af omkring 7,5 milliarder lysår – hvilket er mere end halvvejs gennem universet. Det blev observeret via Swift-teleskopet.